# Choerophryne valkuriarum
Espèce
Synonymes
- Albericus valkuriarum Menzies, 1999

Statut de conservation UICN

 LC  : Préoccupation mineure
Choerophryne valkuriarum est une espèce d'amphibiens de la famille des Microhylidae.

## Répartition
Cette espèce est endémique de l'Est de la chaîne Centrale en Papouasie-Nouvelle-Guinée. Elle est présente au-dessus de 2 000 m d'altitude dans les provinces de Morobe et nord (ou d'Oro),.

## Étymologie
Cette espèce est nommée en référence aux Valkyries.

## Publication originale
- Menzies, 1999 : A study of Albericus (Anura: Microhylidae) of New Guinea. Australian Journal of Zoology, vol. 47, no 4, p. 327-360.